# Hinwil
Hinwil je město v kantonu Curych ve Švýcarsku. Žije zde přibližně 11 tisíc obyvatel.

## Geografie
Hinwil se nachází ve venkovské oblasti na východě kantonu Curych, v oblasti Curyšské vysočiny. S rozlohou 22,27 km² a více než 11 tisíci obyvateli patří Hinwil k větším obcím kantonu Curych. Nad Hinwilem se tyčí hora Bachtel (1115 m n. m.) a obec se rozkládá na jejím západním svahu směrem k jezeru Pfäffikersee, podél potoka Wildbach.
K obci patří šest vesnic Girenbad, Hadlikon, Ringwil, Unterbach, Unterholz a Wernetshausen, stejně jako osady Bossikon a Erlosen. Tyto části byly dříve částečně samostatnými obcemi, a proto většina z nich dosud používá vlastní erb.

## Historie

Letecký pohled (1929)

Při restaurátorských pracích v roce 1968 byly při archeologicko-stavebně-analytickém průzkumu v interiéru evangelicko-reformovaného kostela nalezeny zbytky zdí z římské doby. Pozůstatky hypokausta naznačují existenci římské vily; oblast dnešního Hinwilu tedy byla osídlena již ve starověku. Na návrší Burgbüel, severovýchodně od kostela, se nachází výrazný násep opevnění, který je přerušen hlubokým příkopem. Ve středověku měla na severní části tohoto opevnění stát tvrz Hinwil.
První písemně doložený název Hinwilu je Hunichinwilare a pochází z období let 743–747. Jedná se o listinu, v níž Landbert daruje majetek klášteru sv. Havla (St. Gallen). Pravděpodobně se tehdy na místě dnešního vesnického návrší nacházela malá alamanská osada. Hadlikon je zmiňován v roce 775 jako Hadaleihinchova, Bossikon v roce 829 (jako Pozinhova), Ringwil v roce 837 (jako Rimolteswilare) a Wernetshausen v roce 867 (jako Werinholveshusa).
Ve 13. století patřil Hinwil k panství Grüningen. V 15. století části obecního území náležely klášteru Rüti a komturii Bubikon. Tvrz Hinwil byla ve 15. století zničena. Po reformaci přešla většina vrchnostenských práv na město Curych. V 18. století se rozšířila domácí výroba, v roce 1776 se 60 % obyvatel zabývalo zpracováním bavlny.
V roce 1925 bylo založeno obecní muzeum Hinwilu.

## Obyvatelstvo
| Rok            | 1637 | 1794 | 1850 | 1900 | 1950 | 1980 | 2000 | 2010   | 2020   |
| Počet obyvatel | 624  | 2112 | 2697 | 2864 | 3623 | 7554 | 9063 | 10 364 | 11 344 |

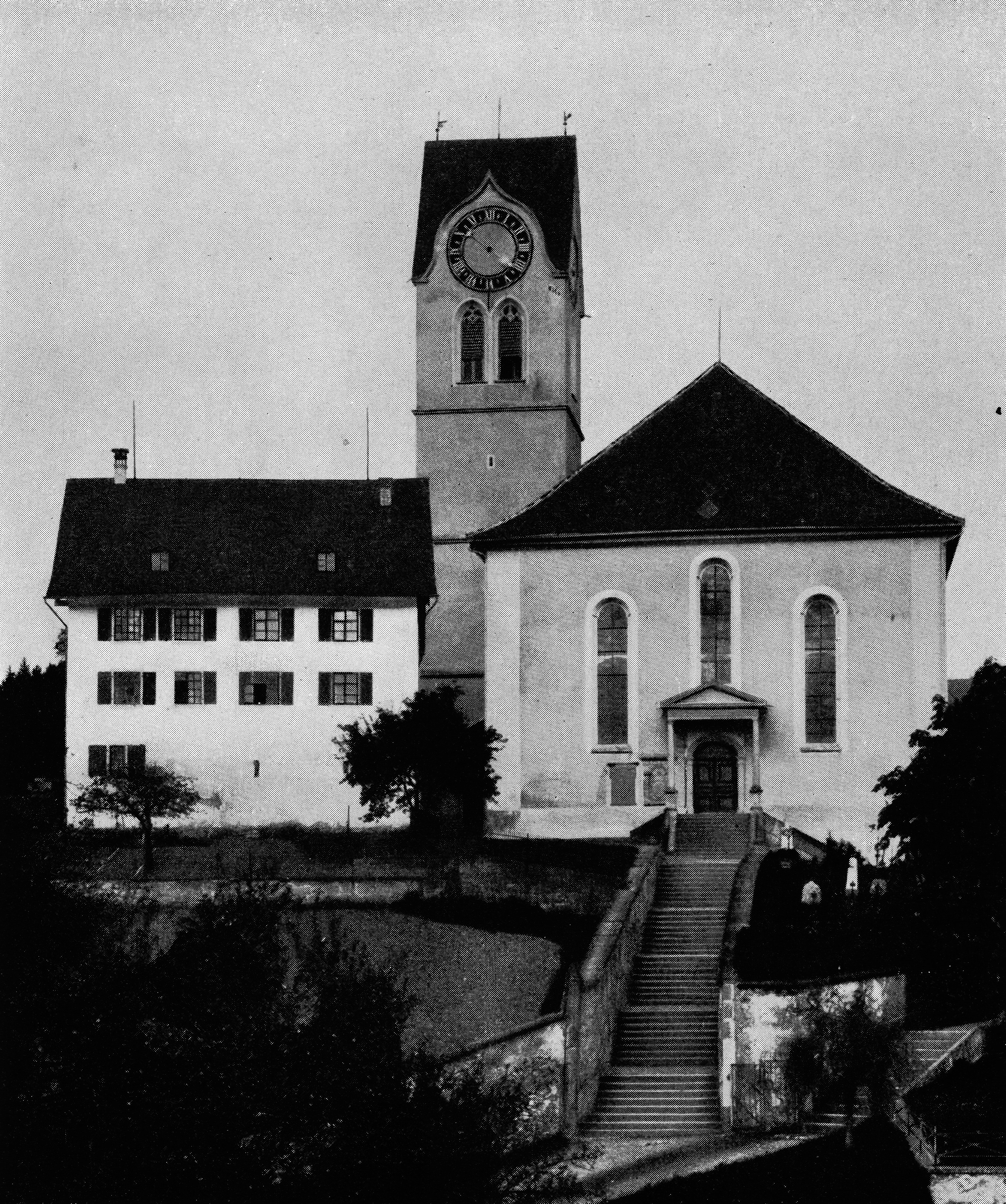
Reformovaný kostel

V roce 2022 se 33,59 % obyvatel hlásilo k evangelicko-reformované církvi a 22,37 % k římskokatolické církvi. 44,04 % obyvatel mělo jiné nebo žádné náboženské vyznání.

## Hospodářství
Průmyslová zóna v Hinwilu je základnou týmu Formule 1 Sauber Motorsport. V této čtvrti sídlí mimo jiné firmy Belimo, Ferag a FBB (FBB Frischbeton & Baustoff AG). Jednou z nejznámějších hinwilských firem byla Bührer Traktoren. V mnoha částech německy mluvícího Švýcarska byly známé také bonbóny z cukrovinkárny H. Schätti.
Průmysl je i v Hinwilu stále více vytlačován sektorem služeb, a tak jsou dnes různá velká nákupní centra důležitými zaměstnavateli v regionu.
Hinwil je sídlem několika infrastrukturních zařízení Curyšské vysočiny, včetně spalovny, zkušebny motorových vozidel apod. Spolková vláda provozuje v Hinwilu armádní logistické centrum. Čistírna odpadních vod Bossikon-Hinwil se nachází v průmyslové čtvrti. V centru obce působí drobné řemeslné podniky.

## Doprava

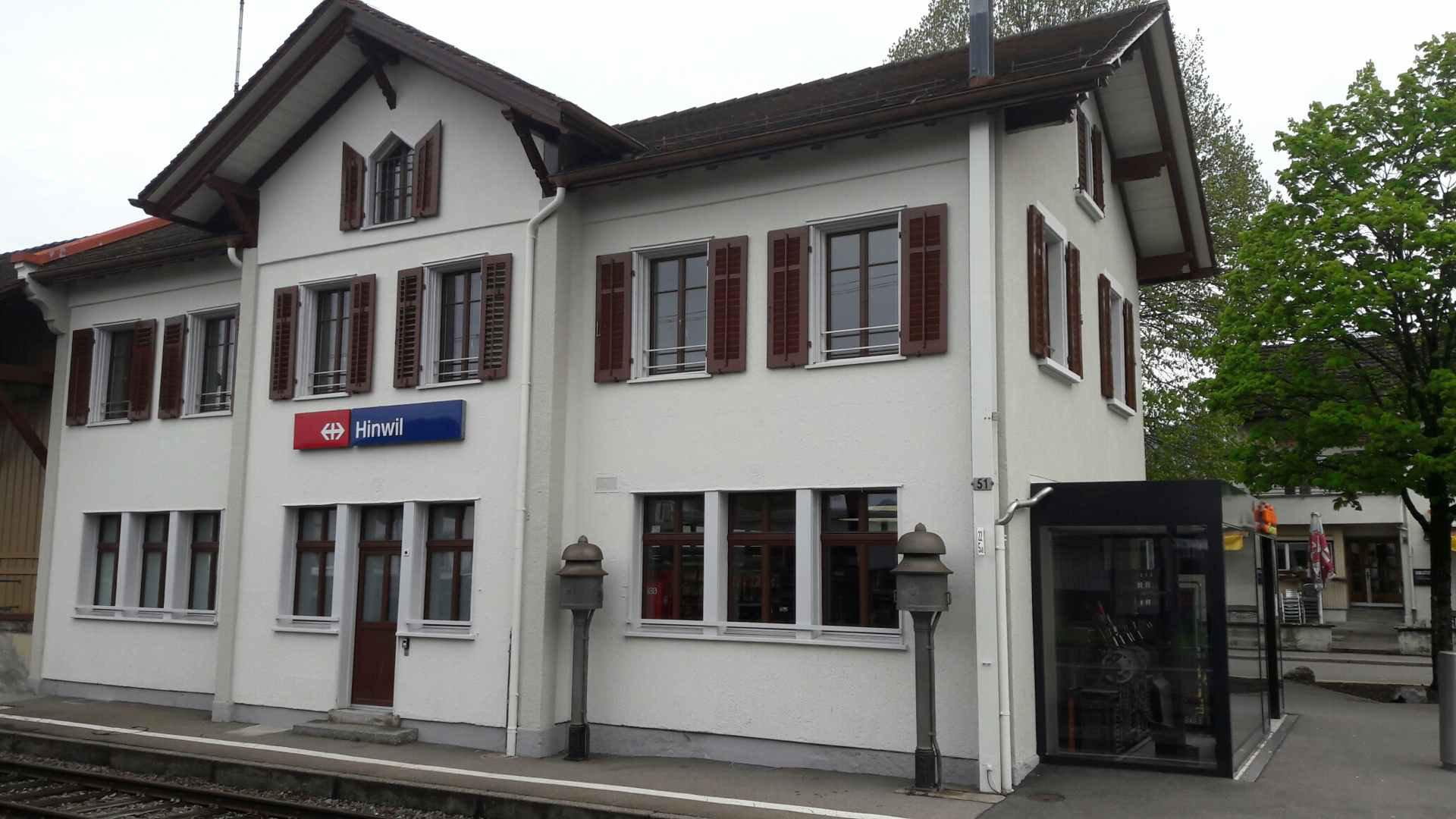
Železniční stanice Hinwil

Obec je od 3. května 1876 napojena na švýcarskou železniční síť díky otevření železniční tratě Effretikon–Hinwil železniční společností Effretikon–Wetzikon–Hinwiel (1876–1886) prostřednictvím nádraží Hinwil. Tato železniční společnost byla 1. ledna 1886 začleněna do Švýcarské severovýchodní dráhy (Schweizerische Nordostbahn, NOB). Dne 1. června 1901 byla otevřena trať Uerikon–Bauma-Bahn (UeBB), která vedla přes již existující nádraží Hinwil.
Trať Uerikon–Bauma-Bahn byla v roce 1948 převzata Švýcarskými spolkovými drahami (SBB) a úsek Bubikon–Hinwil byl zrušen. Úsek Hinwil–Bäretswil byl v roce 1969 uzavřen pro osobní dopravu. Část tratě Hinwil–Bäretswil–Bauma zůstala zachována a od roku 1978 ji provozuje muzejní spolek Dampfbahn-Verein Zürcher Oberland (DVZO).
Nádraží Hinwil obsluhuje linka S14 (Affoltern am Albis – Altstetten – Zürich HB – Oerlikon – Wallisellen – Hinwil) v půlhodinovém taktu. Doplňkové spoje veřejné dopravy zajišťují autobusové linky.
Na jihu obce, v oblasti Betzholz, se nachází stejnojmenný kruhový objezd Betzholz. Je součástí dálničního napojení Hinwil na dálnici A15 (Oberlandautobahn), která zde končí. Do kruhového objezdu ústí kantonální silnice A52 (Forchautostrasse) a příjezdová silnice do Hinwilu. Uvnitř kruhového objezdu se nachází připravené těleso dálnice A53 (směr Uster) na tzv. „So-da“ mostě, dále centrum dopravní bezpečnosti TCS a stanoviště kantonální dopravní policie.

## Partnerská města
- Jablonné nad Orlicí, Česko